# Something Awful
Something Awful, ibland förkortat SA är en webbsida baserad i USA. Webbsidan har funnits sedan 1999 och beskrivs som "en nyckelroll i att definiera mycket av internetkultur och humor". År 2018 placerade Gizmodo SA plats 89 på sin lista över "100 webbplatser som formade internet som vi känner det".
År 2020 såldes sidan av dess långvarige ägare Rich "Lowtax" Kyanka. Då hade användare klagat över  försummelse av webbplatsen och att webbsidans design och utformning knappt uppdaterats sedan 1999.
"Lowtax" var, förutom grundare av sidan, ursprungligen även dess enda skribent. Över tid har det dock antalet skribenter utökats till en stor roterande stab av skribenter. Sidan har  extremt aktiva forum och dess medlemmar, goons, betalar en avgift. Därtill kan medlemmar betala för exempelvis avatarer och funktioner som att komma åt arkiv eller använda forumets "sök"-funktion.
Sidan erbjuder humor av olika slag, såsom manipulerade bilder, och negativa recensioner av bland annat porr. Something Awfuls mest profilistiska avdelningar är:
- Photoshop Phriday - Varje vecka samlas photoshoppade bilder in med olika teman, såsom till exempel historia, film, eller datorspel.
- Your Band Sucks - Musikkritikern Dr. David Thorpe rackar ner på musikstiler, fans och band. Ibland varvar han sina "rants" med att kommentera hatbrev han har fått.
- Weekend Web - Här visas det värsta från Internet upp. Allting från underliga fetischism-sajter till nördiga forum visas med screenshots och en rolig kommentar.
- Fashion SWAT - Världens värsta mode hängs ut och häcklas. Andra teman dyker också upp, såsom mexikanska filmer eller foton från Myspace.com.
- Awful Movie Database - En parodi på megasidan IMDB. Formatet är kopierat från IMDB, men innehållet är helt påhittat. Innehåller filmer som "Hard Eagle" (Steven Seagal som indian) eller "Canoe" (En kanot mördar folk).